# Lato w Nohant (film 1972)
Lato w Nohant – polski film z 1972 w reżyserii Olgi Lipińskiej. Jest to adaptacja filmowa sztuki pod tym samym tytułem napisanej przez Jarosława Iwaszkiewicza z 1937. Osobą odpowiedzialną za realizację telewizyjną była reżyserka (asystowała jej Joanna Markowska). Za oświetlenie odpowiedzialny był Jan Tyszler. Utwory Chopina wykorzystane w filmie wykonywał Jerzy Romaniuk (za dźwięk odpowiedzialny był Tadeusz Małek) Całą produkcją kierowała Kazimiera Kielak.

## Aktorzy
- Halina Mikołajska – George Sand
- Leszek Herdegen – Fryderyk Chopin
- Hanna Okuniewicz – Solange
- Andrzej Zaorski – Maurycy
- Danuta Szaflarska – Panna de Rosieres
- Jerzy Kamas – Antoni Wodziński
- Joanna Sobieska – Augustyn
- Piotr Fronczewski – Rousseau
- Marian Kociniak – Clesinger
- Krzysztof Wakuliński – Fernand
- Bożena Dykiel – Madeleine
- Edward Kowalczyk – Jan